# World Games 2017/Aerobic
Bei den World Games 2017 wurden vom 21. bis 22. Juli 2017 insgesamt fünf Wettbewerbe im Aerobic durchgeführt.

## Wettbewerbe und Zeitplan
| Wettbewerbe | Juli | Juli |
|             | 21.  | 22.  |
| ----------- | ---- | ---- |
| Mixed Paar  |      |      |
| Tanz        |      |      |
| Step        |      |      |
| Trio        |      |      |
| Gruppe      |      |      |

|  | Qualifikation |  | Finale |

## Ergebnisse

### Mixed Paar

#### Qualifikation
21. Juli 2017 um 14:08 Uhr
| Platz | Land     | Namen                                  | Punkte |
| ----- | -------- | -------------------------------------- | ------ |
| 1     | Spanien  | Sera Moreno / Vicente Lli              | 22.450 |
| 2     | Ungarn   | Dora Hegyi / Daniel Bali               | 22.000 |
| 3     | Rumänien | Andreea Bogati / Dacian Barna          | 21.650 |
| 4     | Japan    | Riri Kitazume / Takumi Kanai           | 21.450 |
| 5     | Russland | Ekatherina Pykhtova / Aleksei Germanov | 21.050 |
| 6     | Italien  | Michaela Castoldi / Davide Donati      | 20.850 |

|  | Qualifikation für das Finale |

#### Finale
21. Juli 2017 um 19:08 Uhr
| Platz | Land     | Namen                         | Punkte |
| ----- | -------- | ----------------------------- | ------ |
| 1     | Spanien  | Sera Moreno / Vicente Lli     | 22,550 |
| 2     | Ungarn   | Dora Hegyi / Daniel Bali      | 21,850 |
| 3     | Rumänien | Andreea Bogati / Dacian Barna | 21,700 |
| 4     | Japan    | Riri Kitazume / Takumi Kanai  | 21,050 |

### Step

#### Qualifikation
21. Juli 2017 um 14:30 Uhr
| Platz | Land                | Namen | Punkte |
| ----- | ------------------- | --- | ------ |
| 1     | Volksrepublik China | Yao Fu Chengkai Huang Yiluan Liu Huiwen Zhang Qiaobo Yang Ming Zhao Zijing Huang Shuai Jiang                                                                          | 18.500 |
| 2     | Russland            | Anastasia Degtiareva Irina Dobriagina Veronika Korneva Ekaterina Pykhtova Anastasia Ziubina Danil Chaiun Aleksei Germanov                                             | 18.450 |
| 3     | Ungarn              | Zsofia Etenyi Kitti Korosi Julia Szabo Boglarka Szenes Angela Szilvas Anita Taskai Dorottya Varga Daniel Erdosi                                                       | 18.100 |
| 4     | Ukraine             | Kateryna Cherkez Darya Gutsalyuk Oleksandra Mokhort Oksana Plyushch Oleksandra Podopryhora Kateryna Sachik Daria Subotina Kateryna Velykodna                          | 17.700 |
| 5     | Südkorea            | Sang A Choi Eun Bi Lee Yeon Sun Park Min Ji Ryu Jae Hyun Han Yu Hwan Kim Jon Gu Lee Sung Kyu Song                                                                     | 17.700 |
| 6     | Mongolei            | Michidmaa Turmunkh Gantugs Amgalanbaatar Bayasgalan Batbayar Byambadorj Tumendemberel Munkhnasan Erdenebat Bumbayar Erdenebat Ariunbold Sainbayar Khash-Taish Batsukh | 17.450 |

|  | Qualifikation für das Finale |

#### Finale
22. Juli 2017 um 19:24 Uhr
| Platz | Land                | Namen | Punkte |
| ----- | ------------------- | --- | ------ |
| 1     | Russland            | Anastasia Degtiareva Irina Dobriagina Veronika Korneva Ekaterina Pykhtova Anastasia Ziubina Danil Chaiun Aleksei Germanov                    | 18,600 |
| 2     | Volksrepublik China | Yao Fu Chengkai Huang Yiluan Liu Huiwen Zhang Qiaobo Yang Ming Zhao Zijing Huang Shuai Jiang                                                 | 18,550 |
| 3     | Ungarn              | Zsofia Etenyi Kitti Korosi Julia Szabo Boglarka Szenes Angela Szilvas Anita Taskai Dorottya Varga Daniel Erdosi                              | 18,250 |
| 4     | Ukraine             | Kateryna Cherkez Darya Gutsalyuk Oleksandra Mokhort Oksana Plyushch Oleksandra Podopryhora Kateryna Sachik Daria Subotina Kateryna Velykodna | 17,800 |

### Tanz

#### Qualifikation
21. Juli 2017 um 14:55 Uhr
| Platz | Land                | Namen | Punkte |
| ----- | ------------------- | --- | ------ |
| 1     | Südkorea            | Jae Hyun Han Han Jin Kim Yu Hwan Kim Tae Yun Kwon Jon Gu Lee Hyunmin Park Ju Sun Ryu Sung Kyu Song                                            | 18.475 |
| 2     | Russland            | Danil Chaiun Garsevan Dzhanazian Kirill Kulikov Kirill Lobaznyuk Roman Semnov Anton Shishigin Denis Shurupov Aleksei Zhuravlev                | 18.350 |
| 3     | Ungarn              | Klaudia Bokonyi Anna Deak Dora Hegyi Fanni Mazacs Emese Szaloki Panna Szollosi Balazs Farkas Zoltan Locsei                                    | 18.250 |
| 4     | Volksrepublik China | Yao Fu Chengkai Huang Yiluan Liu Huiwen Zhang Qiaobo Yang Ming Zhao Shuai Jiang Yuefeng Xi                                                    | 18.225 |
| 5     | Rumänien            | Andreea Bogati Madalina Cioveie Andreea Darie Denisa Ganea Bianca Gorgovan Lavinia Panaete Steliana Stoenescu                                 | 18.100 |
| 6     | Brasilien           | Adrielle Lopes Caroline Santiago Maria Eduarda Oliveira Marcelo Martins Christian Andrade Maelton Siqueira Edson Pontes Jose Henrique Olveira | 17.250 |

|  | Qualifikation für das Finale |

#### Finale
21. Juli 2017 um 19:30 Uhr
| Platz | Land                | Namen | Punkte |
| ----- | ------------------- | --- | ------ |
| 1     | Südkorea            | Jae Hyun Han Han Jin Kim Yu Hwan Kim Tae Yun Kwon Jon Gu Lee Hyunmin Park Ju Sun Ryu Sung Kyu Song                             | 18.825 |
| 2     | Russland            | Danil Chaiun Garsevan Dzhanazian Kirill Kulikov Kirill Lobaznyuk Roman Semnov Anton Shishigin Denis Shurupov Aleksei Zhuravlev | 18.550 |
| 3     | Ungarn              | Klaudia Bokonyi Anna Deak Dora Hegyi Fanni Mazacs Emese Szaloki Panna Szollosi Balazs Farkas Zoltan Locsei                     | 18.400 |
| 4     | Volksrepublik China | Yao Fu Chengkai Huang Yiluan Liu Huiwen Zhang Qiaobo Yang Ming Zhao Shuai Jiang Yuefeng Xi                                     | 18.350 |

### Trio

#### Qualifikation
22. Juli 2017 um 15:30 Uhr
| Platz | Land                | Namen                                                 | Punkte |
| ----- | ------------------- | ----------------------------------------------------- | ------ |
| 1     | Japan               | Riri Kitazume / Takumi Kanai / Mizuki Saito           | 22.361 |
| 2     | Volksrepublik China | Lixi Pan / Lingxiao Li / Dong Ma                      | 21.900 |
| 3     | Russland            | Duzhik Dzhanazian / Ilia Ostapenko / Roman Semenov    | 21.561 |
| 4     | Frankreich          | Florian Bugalho / Maxime Decker Breitel / Tom Jourdan | 20.900 |
| 5     | Südkorea            | Kim Han-jin / Kwon Tae-yun / Ryu Ju-sun               | 20.600 |
| 6     | Südafrika           | Dominique Mann / Happy Ledwaba / Wilson Mafona        | 18.516 |

|  | Qualifikation für das Finale |

#### Finale
22. Juli 2017 um 18:55 Uhr
| Platz | Land                | Namen                                                 | Punkte |
| ----- | ------------------- | ----------------------------------------------------- | ------ |
| 1     | Japan               | Riri Kitazume / Takumi Kanai / Mizuki Saito           | 22.636 |
| 2     | Volksrepublik China | Lixi Pan / Lingxiao Li / Dong Ma                      | 22.425 |
| 3     | Frankreich          | Florian Bugalho / Maxime Decker Breitel / Tom Jourdan | 20.850 |
| 4     | Russland            | Duzhik Dzhanazian / Ilia Ostapenko / Roman Semenov    | 19.877 |

### Gruppe

#### Qualifikation
22. Juli 2017 um 15:08 Uhr
| Platz | Land                | Namen                                                                                | Punkte |
| ----- | ------------------- | ------------------------------------------------------------------------------------ | ------ |
| 1     | Rumänien            | Andreea Bogati Dacian Barna Gabriel Bocser Marian Brotei Lucian Stefan Savulescu     | 22.200 |
| 2     | Volksrepublik China | Qi Li Lixi Pan Lingxiao Li Dong Ma Ke Wang                                           | 21.683 |
| 3     | Ungarn              | Dora Hegyi Fanni Mazacs Panna Szollosi Daniel Bali Balazs Farkas                     | 21.663 |
| 4     | Russland            | Polina Amosenok Garsevan Dzhanazian Ilia Ostapenko Roman Semenov Denis Solovev       | 20.333 |
| 5     | Italien             | Michela Castoldi Sara Natella Emanuele Caponera Paolo Conti Davide Donati            | 19.355 |
| 6     | Frankreich          | Louise Elen Le Mesle Florian Bugalho Maxime Decker Breitel Tom Jourdan Gavin Jourdan | 18.627 |

|  | Qualifikation für das Finale |

#### Finale
22. Juli 2017 um 18:38 Uhr
| Platz | Land                | Namen                                                                            | Punkte |
| ----- | ------------------- | -------------------------------------------------------------------------------- | ------ |
| 1     | Volksrepublik China | Qi Li Lixi Pan Lingxiao Li Dong Ma Ke Wang                                       | 22.683 |
| 2     | Rumänien            | Andreea Bogati Dacian Barna Gabriel Bocser Marian Brotei Lucian Stefan Savulescu | 22.305 |
| 3     | Ungarn              | Dora Hegyi Fanni Mazacs Panna Szollosi Daniel Bali Balazs Farkas                 | 22.244 |
| 4     | Russland            | Polina Amosenok Garsevan Dzhanazian Ilia Ostapenko Roman Semenov Denis Solovev   | 21.322 |

## Medaillenspiegel
| Medaillenspiegel | Medaillenspiegel    | Medaillenspiegel | Medaillenspiegel | Medaillenspiegel | Medaillenspiegel |
| Platz            | Land                | G                | S                | B                | Gesamt           |
| ---------------- | ------------------- | ---------------- | ---------------- | ---------------- | ---------------- |
| 01               | Volksrepublik China | 1                | 2                | 0                | 3                |
| 02               | Russland            | 1                | 1                | 0                | 2                |
| 03               | Japan               | 1                | 0                | 0                | 1                |
| 03               | Südkorea            | 1                | 0                | 0                | 1                |
| 03               | Spanien             | 1                | 0                | 0                | 1                |
| 06               | Ungarn              | 0                | 1                | 3                | 4                |
| 07               | Rumänien            | 0                | 1                | 1                | 2                |
| 08               | Frankreich          | 0                | 0                | 1                | 1                |
| Total            | Total               | 5                | 5                | 5                | 15               |